# 謝夷甫
謝夷甫（?—?），唐朝越州人。
江左诸谢之後代。开元年間進士及第。累迁扬州采访使、天兴县尉，兼安抚招讨处置等使。乾元二年，鳳翔府七馬坊押官纵容其下屬盗掠，於是夷甫發兵擒殺之。押官的妻子不服判決，提出上訴。李輔國是飛龍廄出身，派監察御史孫鎣重新審理此案，孫鎣經過調查，認為原判無誤。下诏令御史中丞崔伯陽、刑部侍郎李晔、大理卿權獻三司審問，其結果又與孫蓥相同。李輔國再派毛若虚审理此案，最後确定谢夷甫有罪。肃宗时流放建州。卒年不詳。